# Овнатанян Каро Томасович
Овнатаня́н Каро́ Тома́сович (21 жовтня 1902 Баку — 29 червня 1970 Донецьк) — лікар-хірург, засновник донецької школи клінічної хірургії. Доктор медичних наук (1937), професор (1943). Заслужений діяч науки і техніки УРСР (1963).

## Життєпис
Закінчив медичний факультет Азербайджанського державного університету ім. Н. Наріманова (1927), при якому й залишився працювати. 
У 1943—1952 роках — професор Північноосетинського медичного інституту, що під час війни був евакуйований до Єревану, потім — у м. Орджонікідзе.
У 1952–1970 роках обіймав посаду завідувача кафедри факультативної хірургії Донецького медичного інституту. Кафедра хірургії університету сьогодні носить ім'я Каро Томасовича.
Організатор першого в Україні товариства анестезіологів та реаніматорів.
Автор близько 320 наукових робіт та монографій.

## Нагороди
Ордени Трудового Червоного Прапора, Червоної Зірки, медалі.

## Інтернет-ресурси
- Каро Томасович Овнатанян: гордість і слава української медицини